# Volker Pook
Volker Pook (* 14. Januar 1969 in Herten) ist ein deutscher Kommunikationsdesigner. Seit 2008 ist er Professor für Editorial Design und Corporate Design an der Berliner Technischen Kunsthochschule.

## Werdegang
Er hat an der Gesamthochschule Universität Essen bei Peter Wippermann studiert. Danach arbeitete Volker Pook zunächst bei Büro Hamburg, später folgten Engagements bei MetaDesign und den Peter Schmidt Studios. Während dieser Zeit arbeitete er für Kunden wie Bertelsmann, Hugo Boss, Migros, Wella, Olymp und Konen. In dieser Zeit hat er an Corporate-, Editorial- und Packaging Design Projekten gearbeitet. Es folgten einige Jahre in New York bei den Agenturen  Enterprise IG (heute The Band Union) und Wolff Olins. In Berlin hat er als Creative Director ein Design Team für Playframe geleitet und war Mitglied des Management Boards von 2006 bis 2010. Dort ist er noch heute als freier CD tätig. Seit 2008 ist er Professor an der Berliner Technischen Kunsthochschule und lehrt dort Kommunikationsdesign.
Volker Pook ist verheiratet mit der Japanerin Tomoko Pook und hat zwei Kinder. Er lebt in Berlin.

## Publikationen
- Lars Mextorf: Kunst als Negation. Konzeption und Gestaltung: Volker Pook, Cedric Vilim. Schreiber, München 2011, ISBN 978-3-88960-122-3.
- Die Nummer. Ausgabe 3, Konzeption und Gestaltung: Volker Pook u. a. Berlin 2006, ISSN 1861-888X.
- Die Nummer. Ausgabe 4, Konzeption und Gestaltung: Volker Pook u. a. Berlin 2009, ISSN 1861-888X.
- Die Nummer. Ausgabe 5, Konzeption und Gestaltung: Volker Pook u. a. Berlin 2012, ISSN 1861-888X.
- Selection, Germany‘s finest Agencies. Band 4, Hamburg 2009, ISBN 978-3-939028-18-5.
- Berlin Design. Braun-Publishing 2010, ISBN 978-3-03768-014-8.
- Matthias Leupold: Vietnam Begegnungen. 2010/2011, Dorf der Freundschaft. Design Consulting: Volker Pook, ISBN 978-3-9813085-1-8.
- Stephan Günzel: Egoshooter, Das Raumbild des Computerspiels. Konzeption und Gestaltung: Volker Pook, Marcel Bachran. Campus Verlag, 2012, ISBN 978-3-593-39755-9.

## Auszeichnungen
- „Type of Excellence“ Type Director´s Club New York, USA (2012)
- Nominiert für den Designpreis der Bundesrepublik Deutschland (2009, 2011 und 2012)
- „red-dot“ International Award for Communication Design, Preis für hohe Design Qualität (2010)
- IF Communication Design Award (2009)
- „red-dot“ International Award for Communication Design, Preis für hohe Design Qualität (2009)
- IF Communication Design Award (2008)
- „red-dot“ International Award for Communication Design, Preis für hohe Design Qualität (2008)
- Österreichischer Staatspreis Marketing (2008)
- Berliner Type, Berlin, zweiter Preis (2001)
- Award: Phillip Morris Fanzine, Competition/München, zweiter Preis (1996)
- Award: Deutsche Telekom (DTE Medien), Design Wettbewerb Telefonbuch, erster Preis (1995)
- Food Art Competition, CCS Düsseldorf, erster Preis (1995)[2]

## Projekte
Für Borneo Orangutan Survival (BOS) Deutschland hat Volker Pook mit Studenten der BTK die Projekte Samboja Lestari und Kehje Sewen (Ostborneo) im Sommersemester 2010 unterstützt. Dabei wurden neue Kommunikationswege und -mittel gesucht, mit denen BOS auf das Projekt und die Organisation aufmerksam macht und Unterstützer für den Regenwald und seine Orang-Utans in Indonesien findet. Die Aufgaben von NGOs und deren Kommunikation standen im Fokus der Gestaltung.